# Tradewinds 2
Tradewinds 2 — компьютерная игра в жанре экономической стратегии, продолжение Tradewinds. Была разработана компанией Sandlot Games и выпущена 5 апреля 2005 года для Windows.

## Игровой процесс
Геймплей заключается в торговле разными товарами, такими как сахар, рыба, табак и другие, между городами. Посетив город, можно взять задание у губернатора. В распоряжение игрока предоставляется стартовое судно, на котором происходит перевозка товаров. Во время плавания из города в город, на игрока могут напасть пираты, в таком случае начнется бой. Также игрок может попасть в шторм и будет заброшен в случайный город (порт).
В бою корабль использует обычные ядра, игрок может сам выбирать, в какой момент использовать дополнительные снаряды. Пополнять эти снаряды можно в лодочной мастерской, там же можно и починить свое судно, докупить дополнительные пушки или приобрести новое судно. Игрок может и не участвовать в бою, но, попытавшись уплыть, получит урон.

## Отзывы критиков
| Иноязычные издания | Иноязычные издания |
| Издание            | Оценка             |
| ------------------ | ------------------ |
| GameSpot           | 7,2/10             |

Грег Касавин из GameSpot похвалил дизайн, назвав его «захватывающим», бои, а также квесты и корабли.